# Bond voor Evangelisaties in en ten bate van de Nederlandsche Hervormde Kerk

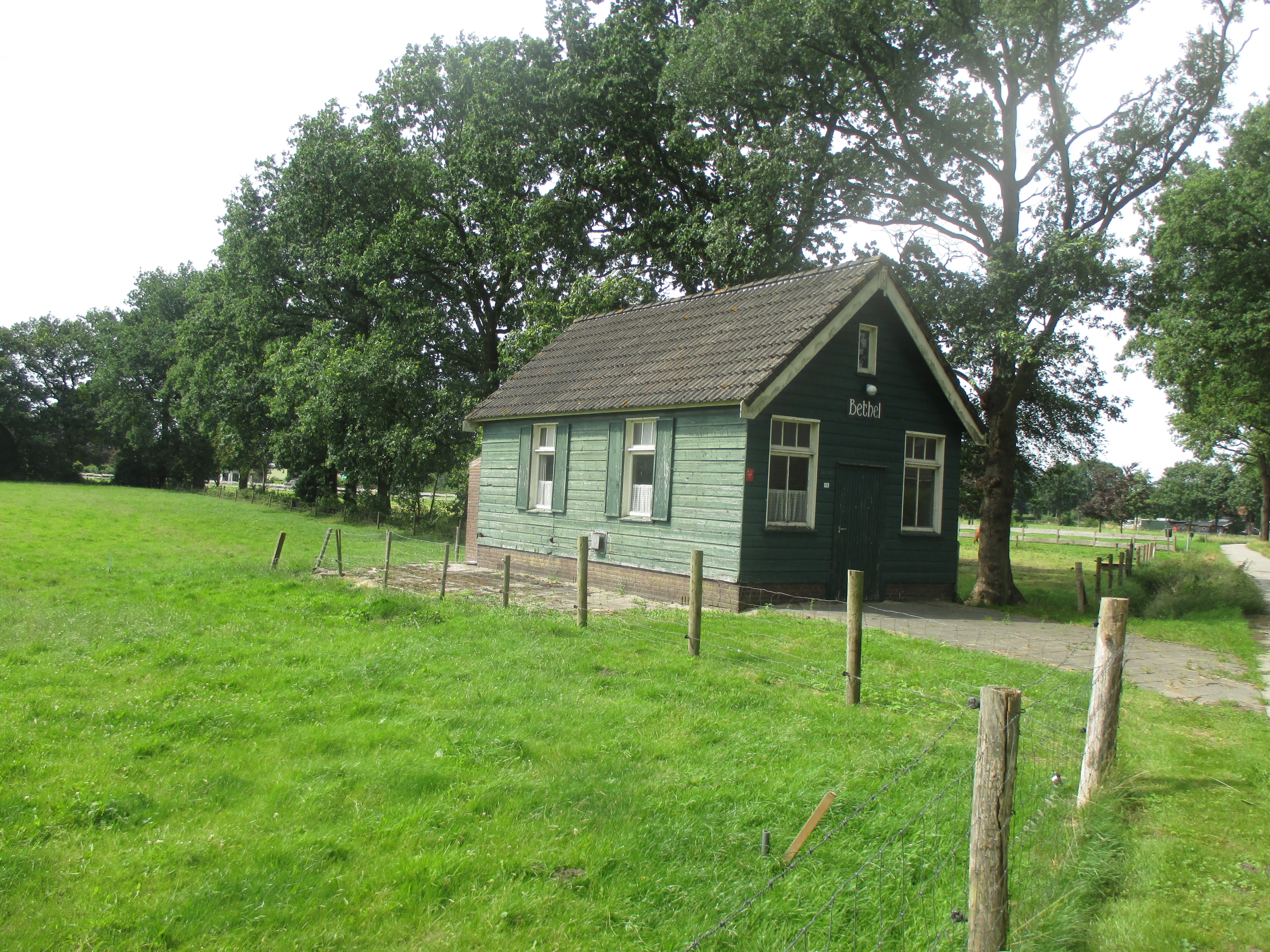
Evangelisatiegebouw 'Bethel' te Stuifzand

De Bond voor Evangelisaties in en ten bate van de Nederland(sc)he Hervormde Kerk (1893) was een organisatie van plaatselijke evangelisatieverenigingen die zich verbonden voelden met de Nederlands Hervormde Kerk. De bond was een voortzetting van de 'Vereeniging tot Colportage en Evangelisatiën in de drie Noordelijke Provinciën' (1888). 
Het betrof vaak gemeenschappen van orthodoxe of evangelische protestanten, die zich in de plaatselijke kerkelijke gemeente niet thuisvoelden vanwege de richting van de predikant of van de meerderheid binnen de gemeente. Men kwam 's zondags veelal samen in een evangelisatiegebouw of 'evangelisatie', waar een lekenprediker of 'evangelist' als voorganger fungeerde. Vooral in de noordelijke provincies bevonden zich veel van dergelijke verenigingen. In het begin van de twintigste eeuw telde de bond honderd afzonderlijke evangelisaties, in 1933 waren er 84. In het vroegtijdig gesesculariseerde Oost-Groningen namen de evangelisaties vaak een tussenpositie in tussen de hervormde gemeentes, die veelal door de vrijzinnige boerenelite werden beheerst, en de socialistische land- en veenarbeiders.
De meeste evangelisaties werden in de loop van de twintigste eeuw opgeheven of gingen op in een hervormde wijk- of deelgemeente.